# Вергулёвка (Брянковский городской совет)
Вергулёвка (укр. Вергулівка) — посёлок, относится к Брянковскому городскому совету Луганской области Украины.

## Географическое положение
Посёлок расположен на левом берегу реки Лозовой, правого притока Лугани (бассейн Северского Донца), напротив посёлка городского типа Комиссаровки. К западу от обоих посёлков (выше по течению Лозовой) расположен ещё один населённый пункт с названием Вергулёвка, но он имеет статус села и, вместе с Комиссаровкой, относится к Перевальскому району Луганской области. Также соседствуют: посёлок Южная Ломоватка на севере, село Оленовка на северо-востоке, посёлки Байрачки на востоке, Софиевка, Центральный на юго-востоке, Боржиковка на западе (у самой границы Луганской и Донецкой областей).

## История
25 сентября 1959 года был образован рабочий посёлок Вергулёвка.
В 1989 году численность населения составляла 1656 человек.
По переписи 2001 года население составляло 1460 человек.
По состоянию на 1 января 2013 года численность населения составляла 1312 человек.
С весны 2014 года в составе самопровозглашённой Луганской Народной Республики.

## Местный совет
94194, Луганская обл., Брянковский горсовет, пгт Южная Ломоватка, ул. Ульяновых, 2.